# Elena Loewenthal
Elena Loewenthal (Torino, 23 gennaio 1960) è una scrittrice e traduttrice italiana.

## Biografia
Si è laureata nel 1983 all'Università di Torino con una tesi sulla storiografia ebraica altomedievale, ed ha studiato vari aspetti delle tradizioni culturali ebraiche, tra cui il folclore e la gastronomia.
Con I bottoni del signor Montefiore e altre storie ebraiche ha vinto il Premio Andersen nel 1997. Nel 2003 ha pubblicato il suo primo romanzo Lo strappo dell'anima. Una storia vera, con il quale ha vinto il Premio Grinzane Cavour – Giovane autore esordiente. 
Con i romanzi Attese (2004) e Conta le stelle, se puoi (2008) è stata finalista rispettivamente al Premio Strega e al Premio Campiello.
Ha insegnato alla facoltà di filosofia dell'Università Vita-Salute San Raffaele. Dal settembre 2015 al 2017 è stata addetta culturale presso l'Ambasciata d'Italia in Israele.
È stata nominata nel 2020 direttrice della Fondazione Circolo dei Lettori di Torino. Scrive per il quotidiano torinese La Stampa e collabora anche a Tuttolibri, allegato dello stesso giornale. 

### Attività di traduttrice
Ha tradotto, anche in collaborazione, numerose opere della letteratura d'Israele, dall'ebraico moderno e dall'inglese, attività che le ha valso, nel 1999, uno dei Premi nazionali per la traduzione da parte del Ministero dei Beni Culturali. Ha pubblicato, insieme a Giulio Busi, Mistica ebraica, raccolta di tutti testi della tradizione segreta del giudaismo dal III secolo al XVIII secolo. Ha lavorato con Anna Allisio all'edizione Adelphi dell'opera di Louis Ginzberg, Le leggende degli ebrei, in sette volumi (1995-2016). Tra gli autori tradotti figurano anche Aharon Appelfeld, Yoram Kaniuk, Yehoshua Kenaz, Shulamit Lapid, Dror Mishani, Uri Orlev, David Vogel, Meir Shalev e Zeruya Shalev.

## Opere
- Favole della tradizione ebraica, Arcana, Milano 1989
- Figli di Sara e Abramo, Frassinelli, Milano, 1995
- Gli ebrei questi sconosciuti. Le parole per saperne di più, Baldini Castoldi Dalai, Milano 1996
- I bottoni del Signor Montefiore e altre storie ebraiche, Einaudi, Torino 1996
- Un'aringa in paradiso, Baldini Castoldi Dalai, 1997; Einaudi, 2011
- Ebraismo. Storia, dottrina, diffusione, Idea Libri, Rimini 1998
- Buon appetito, Elia! Manuale di cucina ebraica, Baldini Castoldi Dalai, 1998
- Cucina ebraica, Fabbri editore, 2000 (con Roberta Anau)
- Il bar-mitzvà, Belforte Salomone, Milano 2002 (con Giuseppe Laras e Moni Ovadia)
- L'Ebraismo spiegato ai miei figli, Bompiani, Milano 2002
- Gli ebrei questi sconosciuti. Le parole per saperne di più, Baldini Castoldi Dalai, 2002
- Lo strappo nell'anima, Frassinelli, 2002
- Lettera gli amici non ebrei. La colpa di Israele, Bompiani, 2003
- Attese, Bompiani, 2004
- Quando i pensieri presero la parola, Fabbri, 2005
- La nascita nella tradizione ebraica. Birth in Jewish tradition, Belforte Salomone, Milano 2005
- Eva e le altre. Letture bibliche al femminile, Bompiani, 2005
- Dimenticami, Bompiani, 2006
- Scrivere di sé. Identità ebraiche allo specchio, Einaudi, 2007
- Eva e le altre. Letture bibliche al femminile, Bompiani, 2007
- Conta le stelle, se puoi, Einaudi, Torino 2008
- Tel Aviv. La città che non vuole invecchiare, Feltrinelli, 2009
- Una giornata al monte dei pegni, Einaudi, 2010
- La vita è una prova d'orchestra, Einaudi, 2011
- Il mio piatto forte. La cucina ai tempi di Facebook, Einaudi, 2012
- Vita, Raffaello Cortina Editore, Milano 2012
- La lenta nevicata dei giorni, Einaudi, 2013
- Contro il Giorno della Memoria, ADD Editore, 2014
- Un'annunciazione: la risata di Sara, Effatà, Cantalupa (TO) 2014
- Lo specchio coperto. Diario di un lutto, Bompiani, 2015
- Miti ebraici, Einaudi, 2016
- Dieci, Einaudi, 2019
- Nessuno ritorna a Baghdad, Bompiani, 2019
- La carezza. Una storia perfetta, La nave di Teseo, 2020
- Libertà vigilata. Perché le donne sono diverse dagli uomini, La nave di Teseo, 2021
- Breve storia (d'amore) dell'ebraico, Torino, Einaudi, 2024, ISBN 978-8806257897

## Traduzioni
- Maimonide, Lettera sull'astrologia, Il melangolo, 1994
- Yaakov Shabtai,  Inventario, Theoria, 1994, Feltrinelli, 2006 (con Sarah Kaminski)
- Yaakov Shabtai,  Lo zio Perez spicca il volo, Feltrinelli, 1997 (con Sarah Kaminski)
- Yaakov Shabtai,  In fine, Feltrinelli, 1998, Cargo, 2010
- Lawrence Kushner, Il libro delle parole ebraiche: piccolo abecedario della lingua santa, Ecig, 1998
- Theo Richmond, Konin: la città che vive altrove, Instar libri, 1998
- Gershom Scholem (a cura di), Zohar: il libro dello splendore, Einaudi, 1998
- Mistica ebraica, Einaudi, 1999 (con Giulio Busi)
- Leo Rosten, Oy oy oy: umorismo e sapienza nel mondo perduto dello yiddish, Mondadori, 1999
- Orly Castel-Bloom, Di cosa sono fatti i baci?: dialoghi con mio figlio, Mondadori, 2000
- Dan Cohn-Sherbok, Ebraismo, San Paolo, 2000
- Judith Rotem, Lo strappo, Feltrinelli, 2000 (con Massimo Bracchitta)
- Beatrice Silverman Weinreich (a cura di), Racconti popolari yiddish, Neri Pozza, 2001
- Alona Qimhi, Susanna in un mare di lacrime, Rizzoli, 2001 (con Elisa Carandina)
- Fiabe ebraiche, Einaudi, 2003
- Natan Zach, L'omino nel pane e altre storie, Donzelli, 2003
- Abraham Yehoshua, Ritorno dall'India, Einaudi, 2005 (con Alessandro Guetta)
- Eshkol Nevo, Nostalgia, Mondadori, 2007
- Alona Qimhi, Lily la tigre, Guanda, Parma 2007
- Avraham Burg, Sconfiggere Hitler: per un nuovo universalismo e umanesimo ebraico, Neri Pozza, 2008
- Shulamith Hareven, Sete, ovvero Trilogia del deserto, Neri Pozza, 2008
- Boris Zaidman, Hemingway e la pioggia di uccelli morti, Il Saggiatore, 2008
- Haggadah: il racconto della Pasqua, Einaudi, 2009
- Shmuel Yosef Agnon, Appena ieri, prefazione di Abraham B. Yehoshua, Einaudi, 2010
- Alona Qimhi, La lettrice di Shelley, con Elisa Carandina, Guanda, 2010
- Sarah Glidden, Capire Israele in 60 giorni (e anche meno), Rizzoli Lizard, 2011
- Ronit Matalon, Il suono dei nostri passi, Atmosphere, Roma 2011
- Dror Burstein, Legami di sangue, Editori internazionali riuniti, Roma 2012
- Efratia Gitai, Amos Gitai, Storia di una famiglia ebrea, selezione, cura editoriale e note di Rivka Gitai, Bompiani overlook, 2012
- Brice Matthieussent, La vendetta del traduttore, Marsilio, Venezia 2012
- S. Yizhar, Convoglio di mezzanotte, Elliot, Roma 2013
- Otto Dov Kulka, Paesaggi della metropoli della morte: riflessioni su memoria e immaginazione, Guanda, 2013
- Jorge Semprún, Esercizi di sopravvivenza, postfazione di Régis Debray, Guanda, 2014
- Iris Argaman, L'orsetto di Fred, disegni di Avi Ofer; Gallucci, Roma 2017

## Riconoscimenti
- 2003 - Premio Città di Monselice per la traduzione de La scatola nera di Amos Oz.[4]
- 2008 - Premio Procida-Isola di Arturo-Elsa Morante per la traduzione de La vita fa rima con la morte di Amos Oz.[5]
- 2009 - “Premio Roma” e Premio Selezione Campiello[6] per Conta le stelle se puoi.
- 2011 - Premio Chiara per Una giornata al monte dei pegni.[7]
- 2019 - Premio Stresa per Nessuno ritorna a Baghdad.[8]